# Ludwik Migdał
Ludwik Andrzej Migdał (ur. 7 czerwca 1897 w Grobli, zm. ?) – kapitan piechoty Wojska Polskiego.

## Życiorys
Urodził się 7 czerwca 1897 w Grobli. Był synem Michała i Emilii z domu Sanak.
W czasie I wojny światowej walczył w szeregach C. K. Armii. Został mianowany podporucznikiem rezerwy piechoty z dniem 1 grudnia 1917. Do 1918 jego oddziałem macierzystym był pułk piechoty nr 13
W 1918 został przyjęty do Wojska Polskiego z zatwierdzeniem posiadanego stopnia podporucznika. Został awansowany na stopień porucznika rezerwy piechoty ze starszeństwem z dniem 1 czerwca 1919. W 1923, 1924 był oficerem rezerwowym zatrzymanym w służbie czynnej 2 pułku Strzelców Podhalańskich w Sanoku. Następnie, przed rokiem 1928 zweryfikowany w stopniu porucznika piechoty służby czynnej ze starszeństwem z dniem 1 lipca 1919 i na przełomie lat 20./30. był oficerem zawodowym sanockiego 2 pułku Strzelców Podhalańskich. Pełnił stanowisko powiatowego komendanta przysposobienia wojskowego i wychowania fizycznego. Z polecenia Wojskowego Biura Historycznego opracował publikację pt. Zarys historji wojennej 2-go Pułku Strzelców Podhalańskich, wydaną w 1929 w serii Zarys historji wojennej pułków polskich 1918–1920. Ponadto udzielał się w życiu społecznym miasta Leska nieopodal Sanoka. W latach 20. został członkiem sekcji teatralnej w Towarzystwie Miłośników Muzyki i Sceny. Został także prezesem założonego w Lesku u kresu lat 20. klubu piłkarskiego Leskowianka, uczestniczącego w klasie rozgrywkowej regionalnej lwowskiej. W latach 20. był komendantem leskiego oddziału Związku Strzeleckiego. Zimą 1933/1934 zorganizował kurs narciarski dla ZS w powiecie leskim. W późniejszych latach 30. był oficerem 5 pułku Strzelców Podhalańskich w Przemyślu, pełnił w stopniu porucznika stanowisko powiatowego komendanta przysposobienia wojskowego. Wówczas należał do oddziału przemyskiego Ligi Morskiej i Kolonialnej. W 1934, 1935 pełnił funkcję opiekuna organizacyjnego LMiK na terenie Dowództwa Okręgu Korpusu Nr X. Został awansowany na stopień kapitana piechoty ze starszeństwem z dniem 1 stycznia 1936. Według stanu z marca 1939 był przydzielony do Dowództwa Okręgu Korpusu Nr X w Przemyślu, pełniąc funkcję kierownika kancelarii sztabu i jednocześnie funkcję kierownika referatu ochrony sztabu.
26 listopada 1921 w Posadzie Olchowskiej poślubił Joannę Michniowską (ur. 1899), zatrudnioną na stanowisku urzędniczki w tamtejszej fabryce maszyn i wagonów.

## Ordery i odznaczenia
polskie
- Medal Niepodległości (16 marca 1937, za pracę w dziele odzyskania niepodległości)[25]
- Brązowy Krzyż Zasługi (przed 1939)[24]
- Medal Pamiątkowy za Wojnę 1918–1921 (przed 1939)[24]
- Medal Dziesięciolecia Odzyskanej Niepodległości (przed 1939)[24]

austro-węgierskie
- Brązowy Medal Waleczności (przed 1918)[3]
- Krzyż Wojskowy Karola (przed 1918)[3]